# 1133
Évszázadok: 11. század – 12. század – 13. század
Évtizedek: 1080-as évek – 1090-es évek – 1100-as évek – 1110-es évek – 1120-as évek – 1130-as évek – 1140-es évek – 1150-es évek – 1160-as évek – 1170-es évek – 1180-as évek
Évek: 1128 – 1129 – 1130 – 1131 –  1132 – 1133 – 1134 – 1135 – 1136 – 1137 – 1138

## Események

### Határozott dátumú események
- június 4. – II. Ince pápa német-római császárrá koronázza III. Lothárt. (1137-ig uralkodik.)

### Határozatlan dátumú események
- az év folyamán – 
  - Péter foglalja el a győri püspöki széket.[1]
  - A durhami székesegyház építésének befejezése Angliában.
  - Az exeteri székesegyház építésének kezdete Angliában.

## Születések
- IV. István magyar király († 1165)
- február 2. Csi Kung kínai buddhista szerzetes († 1209)
- március 25. – II. Henrik angol király († 1189)

## Halálozások
- február 19. – Eiréné Dukaina bizánci császárné, I. Alexiosz bizánci császár felesége (* 1066)
- december 18. – Hildebert, francia író és egyházfi (* 1055 körül)

Bizonytalan dátum
- Sæmundr Sigfússon avagy Sæmundr fróði, izlandi tudós, pap (* 1056)
- Ibn Hamdis, szicíliai arab költő (* 1056 körül)
- Bernard degli Uberti, itáliai egyházfi, pápai legátus, katolikus szent (* 1060 körül)